# EHF Liga prvaka 2006./07.
Ovo je 47. izdanje elitnog europskog klupskog rukometnog natjecanja. Nakon kvalifikacija 32 momčadi raspoređene u osam skupina igraju turnir, nakon čega prve dvije iz svake igraju osminu završnice (runda 16), četvrtzavršnicu, poluzavršnicu i završnicu. Hrvatski predstavnik RK Zagreb ispao je u skupini.

## Turnir

### Poluzavršnica
- Portland San Antonio -  THW Kiel 30:28, 34:37
- SG Flensburg-Handewitt -  CBM Valladoid 32:30, 24:25

### Završnica
- SG Flensburg-Handewitt -  THW Kiel 28:28, 27:29

- europski prvak:  THW Kiel (prvi naslov)

## Vanjske poveznice
- Opširnije